# Ol-Olsaträsket
Ol-Olsaträsket är en sjö i Skellefteå kommun i Västerbotten och ingår i Bureälvens huvudavrinningsområde. Sjön har en area på 0,139 kvadratkilometer och ligger 222,1 meter över havet. Sjön avvattnas av vattendraget Tvärån.

## Delavrinningsområde
Ol-Olsaträsket ingår i det delavrinningsområde (717582-172010) som SMHI kallar för Ovan 717679-171853. Medelhöjden är 250 meter över havet och ytan är 4,09 kvadratkilometer. Det finns inga avrinningsområden uppströms utan avrinningsområdet är högsta punkten. Tvärån som avvattnar avrinningsområdet har biflödesordning 2, vilket innebär att vattnet flödar genom totalt 2 vattendrag innan det når havet efter 91 kilometer. Avrinningsområdet består mestadels av skog (92 procent). Avrinningsområdet har 0,14 kvadratkilometer vattenytor vilket ger det en sjöprocent på 3,3 procent.